# Digital Video Broadcasting
Digital Video Broadcasting (DVB) es una organización que promueve estándares de televisión digital, aceptados internacionalmente, en especial para HDTV y televisión vía satélite, así como para comunicaciones de datos vía satélite (unidireccionales, denominado DVB-IP, y bidireccionales, llamados DVB-RCS).
El acceso unidireccional, no es de banda ancha, ya que se realiza combinando el acceso a Internet tradicional, vía RTB/RDSI, más el módem univía de acceso satelital DVB.

## Historia del proyecto DVB
Se creó en el año 1993 fruto de la alianza entre varias empresas privadas europeas que buscaban normalizar los trabajos que se habían hecho en la  televisión digital. Así se crearon nuevos estándares en un sector como el de la radiodifusión digital que hasta entonces era poco práctico y costoso.
De esta manera se comenzó un proceso en el que rápidamente se añadieron compañías de todo el mundo para acabar creando y desarrollando conjuntamente los diferentes estándares  'DVB' . El primer sistema acordado fue el DVB-S (transmisión vía satélite) en el año 1994, el cual fue utilizado por un operador francés poco después. El mismo año apareció el DVB-C (transmisión por cable), mientras que el sistema DVB-T (transmisión terrestre) fue posterior surgiendo en 1997. Las primeras difusiones en terrestre fueron en 1998 en Suecia y el Reino Unido.
De esta manera los estándares abiertos del DVB se convirtieron en un referente, al ser utilizados por casi todo el mundo relacionado con el sector. Actualmente la organización está formada por unas 270 organizaciones y empresas de 30 países.

## Principios del DVB
DVB es un organismo encargado de crear y proponer los procedimientos de estandarización para la televisión digital compatible. Está constituido por más de 270 instituciones y empresas de todo el mundo. Los estándares propuestos han sido ampliamente aceptados en Europa y casi todos los continentes, con la excepción de Estados Unidos, Canadá y Japón donde coexisten con otros sistemas propietarios. Todos los procedimientos de codificación de las fuentes de vídeo y audio están basados en los estándares definidos por MPEG. No obstante, hemos visto que los estándares MPEG solo cubren los aspectos y metodologías utilizados en la compresión de las señales de audio y vídeo y los procedimientos de multiplexación y sincronización de estas señales en tramas de programa o de transporte. Una vez definida la trama de transporte es necesario definir los sistemas de modulación de señal que se utilizarán para los distintos tipos de radiodifusión (satélital, cableada y terrestre), los tipos de códigos de protección frente a errores y los mecanismos de acceso condicional a los servicios y programas.
El DVB ha elaborado distintos estándares en función de las características del sistema de radiodifusión. Los estándares más ampliamente utilizados en la actualidad son el DVB-S y el DVB-C que contemplan las transmisiones de señales de televisión digital mediante redes de distribución satelital y por videocable respectivamente. La transmisión de televisión digital a través de redes de distribución terrestres utilizando los canales UHF convencionales se contempla en el estándar DVB-T, que actualmente se está implantando en la mayor parte de los países europeos.
Además de estos estándares también están especificados sistemas para la distribución de señales de televisión digital en redes multipunto, sistemas Satellite Master Antenna Televisión (SMATV).
También existen estándares que definen las características de la señalización en el canal de retorno en sistemas de televisión interactiva, la estructura de transmisión de datos para el cifrado y descifrado de programas de acceso condicional, la transmisión de subtítulos, y la radiodifusión de datos (nuevos canales de teletexto) mediante sistemas digitales.

## Transmisión
Los sistemas DVB distribuyen los datos por:
- satélite (DVB-S, DVB-DSNG, DVB-S2 y DVB-S2X)
- cable (DVB-C y DVB-C2)
- televisión terrestre (DVB-T y DVB-T2)
- televisión terrestre para dispositivos portátiles (DVB-H)
- televisión satelital para dispositivos portátiles (DVB-SH)
- televisión terrestre e Internet para dispositivos portátiles (DVB-I)

Estos estándares definen la capa física y la capa de enlace de datos de un sistema de distribución. Los dispositivos interactúan con la capa física a través de una interfaz paralela síncrona (SPI), una interfaz serie síncrona (SSI) o una interfaz serie asíncrona (ASI). Todos los datos se transmiten en flujos de transporte MPEG-2 con algunas restricciones adicionales (DVB-MPEG). Se está experimentando en varios países un estándar para distribución comprimida en el tiempo (DVB-H) para distribución a dispositivos móviles.
Estos estándares se diferencian principalmente en los tipos de modulación utilizados, debido a las diferentes restricciones técnicas:
- DVB-S (SHF) utiliza QPSK, 8PSK o 16-QAM.
- DVB-S2 (SHF) utiliza QPSK, 8PSK, 16APSK o 32APSK en los retransmisores.
- DVB-C (VHF/UHF) utiliza QAM, 16-QAM, 32-QAM, 64-QAM, 128-QAM o 256-QAM (64-QAM, en general).
- DVB-T (VHF/UHF) 16-QAM o 64-QAM (o QPSK) en combinación con COFDM y soporta modulación jerárquica.
- DVB-I

## Contenido
Además de la transmisión de audio y vídeo, DVB también define conexiones de datos (DVB-DATA - EN 301 192) con canales de retorno (DVB-RC) para diferentes medios (DECT, GSM, RTB/RDSI, satélite, etc.) y protocolos (DVB-IPTV: protocolo de Internet; DVB-NPI: protocolo de red independiente).
Para facilitar la conversión, estos estándares también soportan las tecnologías existentes tales como el teletexto (DVB-TXT) y el sincronismo vertical (DVB-VBI). Sin embargo, para muchas aplicaciones hay disponibles alternativas más avanzadas como, por ejemplo, DVB-SUB para los subtítulos.

## Relación con otros estándares
Si bien DVB es el estándar más universal para la transmisión y recepción de televisión digital, también están disponibles en el mercado internacional los estándares: ATSC de origen estadounidense, y el ISDB de origen japonés, principalmente en el formato de Televisión Digital Terrestre.